# Neopolita
Neopolita là một chi bướm đêm thuộc họ Geometridae.